# Cindy Arlette Contreras Bautista
Cindy Arlette Contreras Bautista  là một luật sư Peru biện hộ cho phụ nữ. Cô nhận Giải quốc tế cho Phụ nữ dũng cảm, và cũng có mặt trong danh sách TIME 100 người có ảnh hưởng nhất.

## Vụ tấn công
Contreras đã thông báo sau khi cô bị tấn công bởi người bạn trai Adriano Pozo Arias, tại khách sạn ở Ayacucho, vào ngày 15 tháng 7 năm 2015. Camera an ninh ghi lại cô đã bị đánh đập và bị kéo tóc. Cuộc tấn công khiến cô bị thương một chân và buộc phải sử dụng gậy..Contreras yêu cầu đòi công lý và công khai với giới truyền thông.
Các bằng chứng chống lại kẻ tấn công cô là đủ cho một phán quyết nhưng một ủy ban ba thẩm phán quyết định cho anh ta được hưởng án tù treo vào tháng 7 năm 2016. Vụ việc bạo hành sau đó đã trở thành tâm điểm phong trào NiUnaMenos trên toàn quốc. Cuộc diễu hành ở Lima được xem là cuộc biểu tình lớn nhất từ trước đến nay tại Peru. Vào tháng 11 năm 2016, Tòa án phúc thẩm của Tòa án Tối cao Ayacucho Pozo huỷ bản án Pozo để điều tra lại và ra lệnh một phiên tòa mới với những cáo buộc bổ sung về tội hảm hiếp và xâm hại phụ nữ.

## Công nhận
Vào năm 2017, sự ủng hộ dành cho Arlette Contreras đã được Bộ Ngoại giao Hoa Kỳ công nhận và chọn cô cùng với mười hai người khác nhận Giải quốc tế cho Phụ nữ dũng cảm tại Washington.  Cô cũng được tạp chí Time chọn làm "biểu tượng" trong danh sách 100 người có ảnh hưởng nhất.